# Besneville
Besneville és un municipi francès situat al departament de la Manche i a la regió de Normandia. L'any 2007 tenia 655 habitants.

## Demografia

### Població
El 2007 la població de fet de Besneville era de 655 persones. Hi havia 244 famílies de les quals 57 eren unipersonals (22 homes vivint sols i 35 dones vivint soles), 78 parelles sense fills, 96 parelles amb fills i 13 famílies monoparentals amb fills.
La població ha evolucionat segons el següent gràfic:
Habitants censats

### Habitatges
El 2007 hi havia 364 habitatges, 258 eren l'habitatge principal de la família, 73 eren segones residències i 34 estaven desocupats. 350 eren cases i 2 eren apartaments. Dels 258 habitatges principals, 199 estaven ocupats pels seus propietaris, 49 estaven llogats i ocupats pels llogaters i 10 estaven cedits a títol gratuït; 22 tenien dues cambres, 42 en tenien tres, 73 en tenien quatre i 121 en tenien cinc o més. 229 habitatges disposaven pel capbaix d'una plaça de pàrquing. A 113 habitatges hi havia un automòbil i a 120 n'hi havia dos o més.

### Piràmide de població
La piràmide de població per edats i sexe el 2009 era:
| Homes | Edats   | Dones |
| ----- | ------- | ----- |
| 0     | 95 o +  | 0     |
| 0     | 90 a 94 | 4     |
| 0     | 85 a 89 | 4     |
| 0     | 80 a 84 | 12    |
| 24    | 75 a 79 | 12    |
| 4     | 70 a 74 | 8     |
| 32    | 65 a 69 | 24    |
| 12    | 60 a 64 | 28    |
| 12    | 55 a 59 | 16    |
| 24    | 50 a 54 | 4     |
| 28    | 45 a 49 | 20    |
| 12    | 40 a 44 | 12    |
| 20    | 35 a 39 | 28    |
| 16    | 30 a 34 | 12    |
| 8     | 25 a 29 | 4     |
| 8     | 20 a 24 | 8     |
| 24    | 15 a 19 | 8     |
| 20    | 10 a 14 | 16    |
| 20    | 5 a 9   | 24    |
| 4     | 0 a 4   | 8     |

## Economia
El 2007 la població en edat de treballar era de 399 persones, 262 eren actives i 137 eren inactives. De les 262 persones actives 239 estaven ocupades (154 homes i 85 dones) i 24 estaven aturades (9 homes i 15 dones). De les 137 persones inactives 57 estaven jubilades, 21 estaven estudiant i 59 estaven classificades com a «altres inactius».

### Ingressos
El 2009 a Besneville hi havia 250 unitats fiscals que integraven 641 persones, la mediana anual d'ingressos fiscals per persona era de 14.120 €.

### Activitats econòmiques
Dels 11 establiments que hi havia el 2007, 1 era d'una empresa alimentària, 1 d'una empresa de fabricació d'altres productes industrials, 3 d'empreses de construcció, 3 d'empreses de comerç i reparació d'automòbils, 1 d'una empresa financera i 2 d'empreses de serveis.
Dels 3 establiments de servei als particulars que hi havia el 2009, 1 era un paleta, 1 guixaire pintor i 1 fusteria.
Dels 3 establiments comercials que hi havia el 2009, 1 era una botiga de més de 120 m², 1 una botiga de menys de 120 m² i 1 una fleca.
L'any 2000 a Besneville hi havia 44 explotacions agrícoles que ocupaven un total de 1.518 hectàrees.

## Equipaments sanitaris i escolars
El 2009 hi havia una escola elemental.

## Poblacions properes
El següent diagrama mostra les poblacions més properes.